# Kalaat M'Gouna
Kalaat M'Gouna (àrab: قلعة مڭونة, Qalʿat Mgūna; amazic estàndard marroquí: ⵜⵉⵖⵔⵎⵜ ⵏ ⵉⵎⴳⵓⵏⵏ, Tiɣrmt n Imgunn) és un municipi de la província de Tinghir, a la regió de Drâa-Tafilalet, al Marroc. Segons el cens de 2014 tenia una població total de 16.956 persones. Està compost pels barris d'Ait Aissi, R'kon, Elkelaa, Zaoui Aguerd, Ait Baâmrane, Hay Annahda, Ait Boubker, Merna i Taltnamarte.

## Festa de les Roses
El Festival de la Rosa se celebra el maig de cada any. Aquest festival, que dura set dies, celebra l'arribada de roses a les valls del riu Dadès i Ighil M'Goun. El nombre de visitants en 2015 va arribar a 300.000. Durant aquest festival, Kelaat M'Gouna duplica la seva població.